# Burdești
Burdești – wieś w Rumunii, w okręgu Ardżesz, w gminie Suseni. W 2011 roku liczyła 203 mieszkańców.